# Abisara burnii
Abisara burnii is een vlindersoort uit de familie van de prachtvlinders (Riodinidae), onderfamilie Nemeobiinae.
Abisara burnii werd in 1895 beschreven door Nicéville.